# Zbigniew Popielski
Zbigniew Popielski (ur. 18 maja 1935 w Białymstoku, zm. 2 stycznia 2015 tamże) – polski kompozytor i pedagog. 

## Życiorys
W 1941 rozpoczął naukę w szkole podstawowej nr 5 w Białymstoku, a trzy lata później naukę w szkole muzycznej. W tym okresie inspirował się grą Fryderyka Chopina.
W 1953 kontynuował naukę w szkole muzycznej w Warszawie w specjalnościach fortepianowej i organowej. W tym czasie skomponował pierwsze mazurki, nokturny i preludia. W latach 1959–1964 studiował Państwowej Wyższej Szkole Muzycznej w Warszawie, którą ukończył z tytułem magistra sztuki. Zafascynował się grą Aleksandra Skriabina, Antona Arienskiego, a później Witolda Lutosławskiego i Ignacego Paderewskiego. 
W 1964 powrócił do Białegostoku i rozpoczął pracę w szkole muzycznej. Od 1974 wykładał w białostockiej filii Uniwersytetu Muzycznego im. Fryderyka Chopina. Komponował muzykę dla teatrów w Olsztynie, Białymstoku i Warszawie. 
Wziął udział w wielu konkursach o randze krajowej i międzynarodowej. Jego dorobek artystyczny został wpisany do brytyjskiej Encyklopedii Muzycznej Wydawnictwa Cambridge.